# Sobreviviendo a los 30's
Sobreviviendo a los 30's es una serie mexicana de la plataforma Vix
. fue creada en 2019 y estrenada en 2022. En un principio la serie se llamaba Macarena pero finalmente se le cambió el nombre a Sobreviviendo a los 30's cuando la compró la plataforma Vix.
La serie consta de 10 capítulos.

## Argumento
Ser madura y tomar buenas decisiones no siempre van de la mano. Maca es española y recién se mudó a México esperando tener la vida que todos idealizamos a los treinta: trabajo y relación estable con el amor de nuestras vidas. Pero para su mala fortuna, México no tiene los mismos planes para ella y tendrá que sobrevivir a los 30 a como pueda.

## Reparto

### 1ª temporada
• Alberto Casablanca
- Julia Marco[5]
- Juan Pablo Gil
- Begoña Narváez
- Pablo Valentín
- Héctor Juezas
- Xabiani Ponce de León
- Laura Cepeda
- Natasha Luna
- Laura Macías
- Karime Badín
- Karla Bourde

## Episodios
- El principio del fin

- Ave fénix

- Chico misterioso

- Romance a la vista

- Trágame tierra

- La pesadilla comenzó

- Se robó mi corazón

- Mi romance secreto

- Música, amor y decepción

- Reunión familiar